# Demirören Holding
Demirören Holding est une holding turque établie en 1956. Elle opère dans de nombreux secteurs tels que les médias, la construction, l'énergie ou encore le tourisme. 
Son fondateur et principal dirigeant, Erdoğan Demirören, est mort le 8 juin 2018 à l'âge de 79 ans.

## Principales entreprises du groupe

### Énergie
- Milangaz
- Oto Milangaz
- Milan Petrol

### Éducation
- ATA

### Industrie
- Demirören Ağır Metal
- Parsat Piston
- MS Motor Servis
- D-Mermer

### Tourisme
- Kemer Country
- Kemer Country Club
- Kemer Country Hotel
- Demirören İstiklal Palas

### Logement
- Lidya Flats
- Seyhan Park Evleri

### Commerce
- Demirören İstiklal
- Milliyet Emlak

### Port
- Zeyport
- Dolfen İskelesi

### Construction
- Lidya Yapı

### Médias

#### Agences
- Demirören Haber Ajansı

#### Journaux
- Milliyet
- Vatan
- Hürriyet
- Posta
- Fanatik
- Hürriyet Daily News

#### Chaînes
- Kanal D
- CNN Türk
- tv2
- Dream TV
- Dream Türk
- D-Smart (bouquet payant)

#### Radios
- Radyo D
- Slow Türk
- CNN Türk Radyo
- Radyonom

## Controverses
La famille Demirören, qui possède et dirige le holding, est proche du président turc Recep Tayyip Erdoğan. En mars 2018, Demirören Holding rachète la branche médiatique de Doğan Holding — plus gros groupe d'information du pays par ailleurs — pour 890 millions d'euros (en tenant compte des dettes du groupe Doğan) et s'approprie ainsi les principaux médias turcs en plus de ceux qu'elle possédait déjà. Certains voient cet achat comme un renforcement du contrôle des médias par le gouvernement, avant les élections de 2019,. De plus, dans un enregistrement téléphonique qui a fuité en 2014, on pouvait entendre Erdoğan se plaindre d'un article paru dans le quotidien Miliyet qui ne lui plaisait pas (à propos d'une réunion secrète entre des agents turcs et des membres du PKK durant le processus de paix) et Demirören quant à lui pleurait pour s'excuser et assurait qu'il allait tout faire pour trouver la source de l'information.